# Saint-Santin
Saint-Santin település Franciaországban, Aveyron megyében. Lakosainak száma 517 fő (2022. január 1.). Saint-Santin Flagnac, Livinhac-le-Haut, Saint-Parthem, Montmurat, Saint-Santin-de-Maurs, Saint-Constant-Fournoulès, Puycapel és Conques-en-Rouergue községekkel határos.

## Népesség
A település népessége az elmúlt években az alábbi módon változott:
| Lakosok száma | 696  | 643  | 575  | 569  | 555  | 561  | 555  | 538  | 530  | 517  |
|               | 1968 | 1982 | 1990 | 2006 | 2013 | 2015 | 2017 | 2019 | 2020 | 2022 |